# 粗品

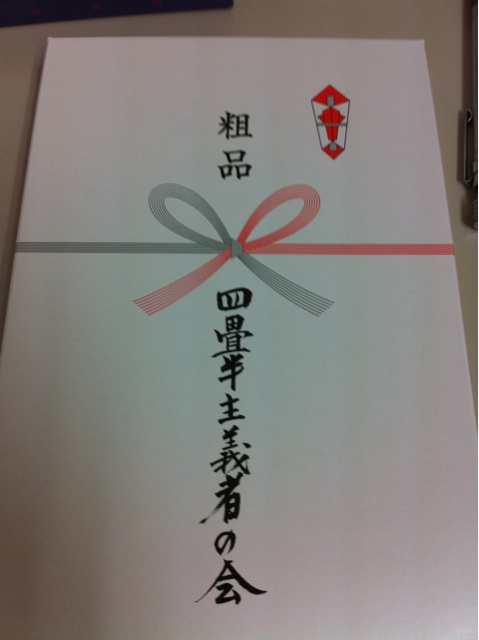
粗品の一例（右上に熨斗）

粗品（そしな、そひん）とは、他人に贈呈する品物の謙遜した呼び方である。粗末な品物という意味で用いられることもある。
ただし商業的な宣伝活動の一種として、来店や商品の購入、契約などのお礼として贈呈される品物のことを指すこともあり、日常的には主に商用目的におけるお礼の品物として解される。

## 概要
粗品は前述の通り、贈り物をする際の謙譲語として、自分の贈り物は大層なものではない（故に「この贈り物に対して貴方は余り気負う必要は無い」という意味を含む）という表現である。特に粗品と表現される場合は、後述するように日用品の内でも消耗品など、それほど高価ではない（しかし誰にとっても利用価値はある）贈り物が主であり、一種の挨拶的な意味合いで贈られるものである。
熨斗紙や化粧箱に包まれ、熨斗紙には「粗品」または「御挨拶」と明記されることも多い。また商業的には店名、社名、商品名などが記されていることもあり、試供品を兼ねて配布されることもある。
こういった贈り物は、面識の無い相手に自身を紹介するためのものとして、例えば引越しのご近所まわりの場合、水引は「繰り返し」の意味（「末永くよろしくお願いします」の意）を内包する紅白の蝶結びが使われるが、簡略的なものでは特に意識されない。

## 品物の例
粗品としてよく用いられる品物の例を挙げる。
- 筆記用具（鉛筆、ボールペン、シャープペンシル、蛍光ペンなど）
- メモ用紙、付箋紙、ノートなど
- 下敷き、ファイル、バインダーなど
- 洗剤、石鹸
- ティッシュペーパー、ウェットティッシュ
- タオル、ハンカチなど
- 食料品、調味料（しょうゆ、サラダ油、レトルト食品など）
- カレンダー
- ぬいぐるみ
- 入浴剤

## その他
- 献血を行うと、粗品や飲み物のサービスがある。
- 訪問販売や催眠商法において粗品を配布することにより金銭感覚を麻痺させ、高額の契約をさせやすい雰囲気を作る場合がある。